# Rose su rose/Ninna nanna
Rose su rose/Ninna nanna è il 126° singolo di Mina, pubblicato a febbraio 1984 dall'etichetta privata dell'artista PDU e distribuito dalla EMI Italiana.

## Descrizione
A inizio 1984, nella conferenza stampa di presentazione del 34º Festival della canzone italiana, il direttore artistico Gianni Ravera dichiara che a Mina sarà affidata la sigla di apertura della trasmissione.
Il brano Rose su rose, arrangiato da Celso Valli, che a inizio febbraio apre le serate della kermesse sanremese, sarà poi inserito nell'album Catene di novembre.
Il lato B (arrangiamento di Massimiliano Pani, che collabora con testi e musiche a tutto il disco) rimarrà invece inedito fino alla pubblicazione della raccolta Mina Studio Collection nel 1998.
Grazie alla risonanza televisiva il singolo raggiunge la 17ª posizione nella classifica settimanale.

## Tracce
Lato A
1. Rose su rose – 3:56 (testo: Massimiliano Pani – musica: Massimiliano Pani, Piero Cassano; edizioni musicali PDU, Fun House, Trouble)

Lato B
1. Ninna nanna – 2:15 (testo: Massimiliano Pani – musica: Massimiliano Pani, Valentino Alfano; edizioni musicali PDU, Trouble)